# Distretto di Watapur

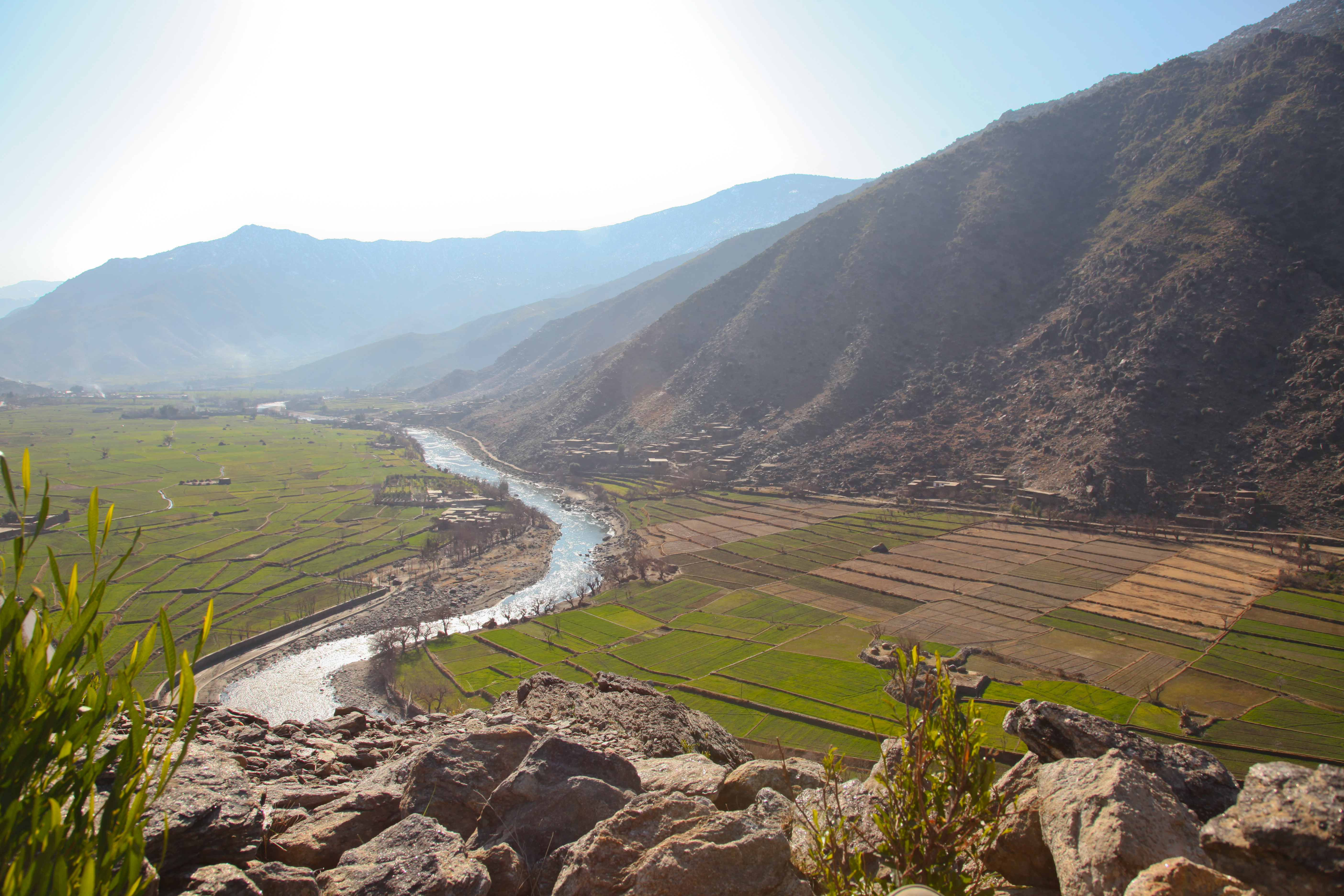
Un fiume nel distretto di Watapur, Afghanistan

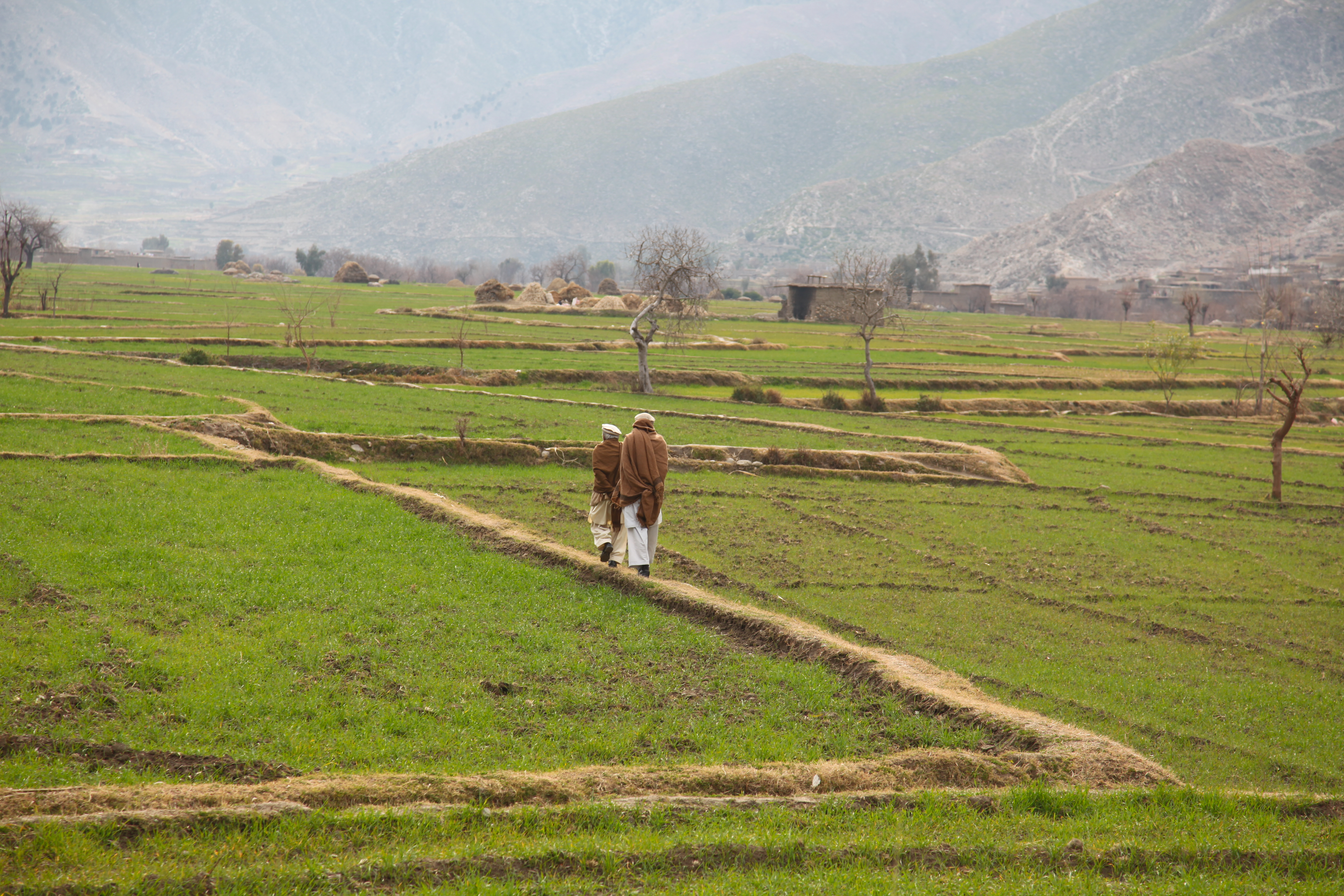
Afghani in un campo nei pressi del villaggio di Mulkanah nel distretto di Watapur.

Il distretto di Watapur è situato nella parte centrale della provincia di Konar in Afghanistan.  Il distretto è principalmente montagnoso, con una sessantina di villaggi più o meno grandi, situati in valli o in alta montagna, senza strade o con grosse difficoltà di comunicazione. La popolazione è di circa 24.300 persone (stima del 2006).
Il distretto è diviso, in quattro parti, dai fiumi Pech (est-ovest) e Tregami (nord-sud). La  capitale distrettuale, il villaggio di Watapur, si trova vicino alla confluenza dei due fiumi. La valle del Tregami è ampia ed agricola nel sud e stretta e montuosa nel nord.
La maggior parte degli abitanti del distretto appartengono all'etnia Pashtun. Nella parte più settentrionale della valle del Trigami vi sono tre villaggi Nuristani (Gambir, Kaṭâr e Devoz), gli unici dove si parla la lingua tregami. I villaggi di Watapur e Qatar Kala erano anticamente abitati dai locutori della lingua wotapuri-katarqalai, una lingua dardica, oggi estinta.
La base della Coalizione, "Outpost Honaker-Miracle" è ubicata vicino al centro del distretto.
Le forze della coalizione hanno completato nel 2008,la costruzione di una strada lastricata, lungo la sponda nord del fiume Pech, che attraversa il distretto.
Oggigiorno la maggioranza degli abitanti del distretto sono emigrati in Australia, Germania e Paesi Bassi.